# Blankenese (Hamburg)
Blankenese (niem. Hamburg-Blankenese) – rezydencyjna część miasta (niem. Stadtteil) Hamburga, w okręgu administracyjnym Altona.
Włączona w granice miasta 1 kwietnia 1938, na mocy Ustawy o Wielkim Hamburgu.

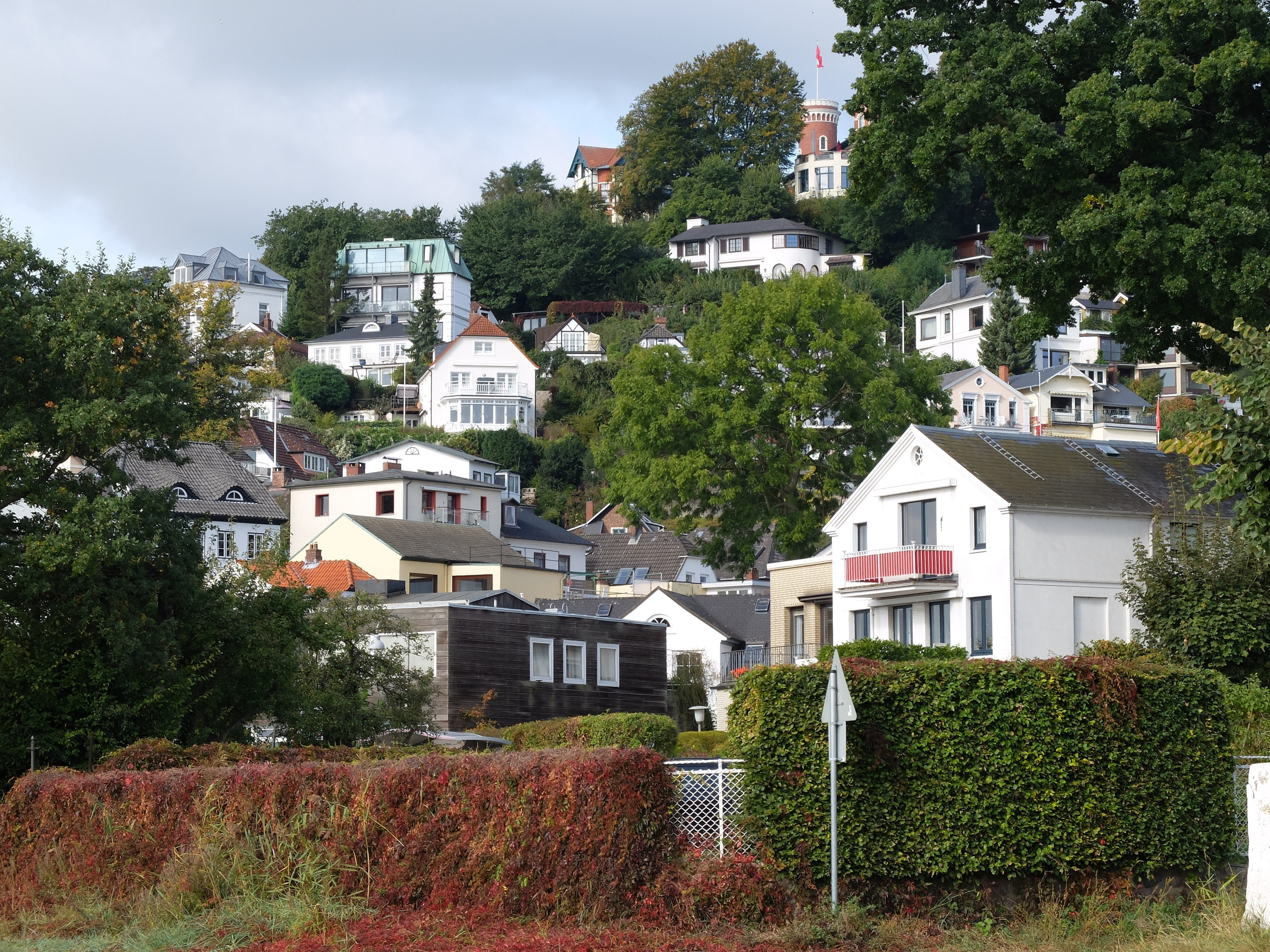
blankenese 2016

## Osoby

### urodzone w Blankenese
- Elisabeth Flickenschildt, aktorka
- Karen Horney, psychoanalityczka
- Heinz Lieven, aktor
- Hinrich Schuldt, generał

### związane z Blankenese
- Marion Dönhoff, publicystka
- Hans Leip, pisarz